# サンフランシスコ・ベイエリア

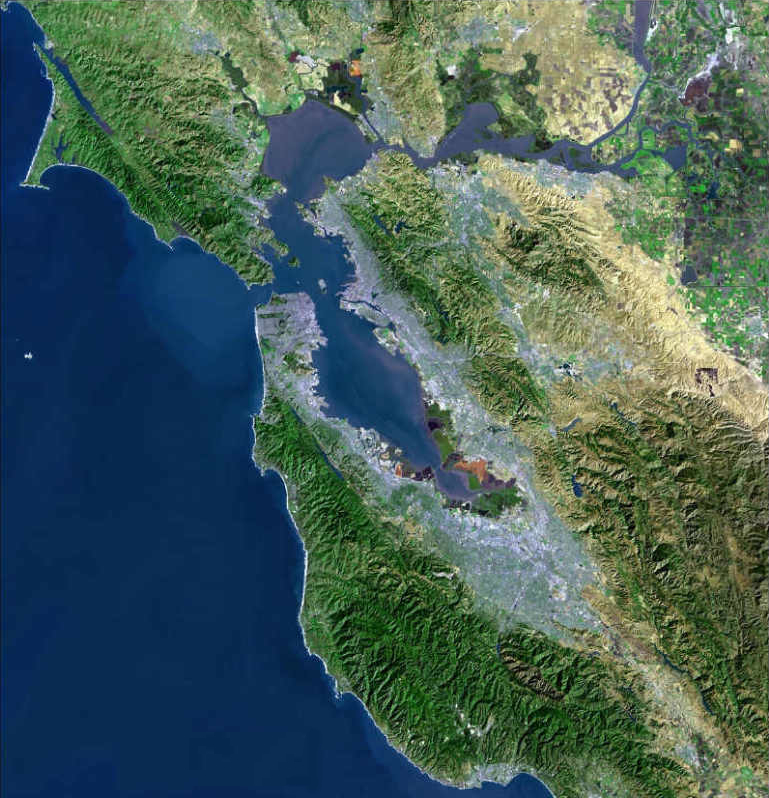
サンフランシスコ・ベイエリアのUSGS 衛星画像。

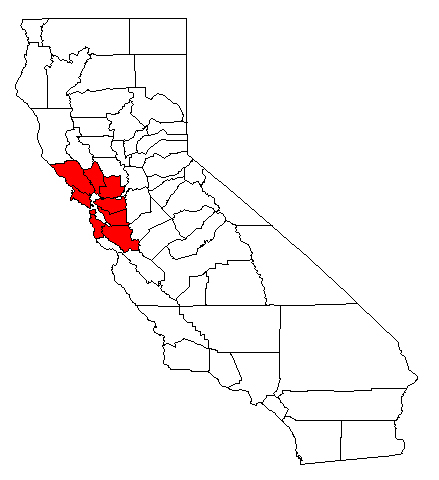
サンフランシスコ・ベイエリアの郡。

サンフランシスコ・ベイエリア（英語: San Francisco Bay Area、単にベイエリア、英語: Bay Areaとも）とは、アメリカ合衆国カリフォルニア州北部の大都市サンフランシスコとオークランド、またその近郊の都市を含めたサンフランシスコ湾の湾岸地域を指す。日本語で「桑湾」と表記されることもある。対岸のオークランドなどを含めた都市圏（大都市統計地域 (MSA)）の人口は4,594,060人にも上り、全米第12位の規模。更に南岸のサンノゼなどまで加えたサンフランシスコ・ベイエリア全体の人口は7,561,755人で広域都市圏（合同統計地域 (CSA) ）として全米6番目の規模（いずれも2014年国勢調査）である。有数のハイテク産業の集積地としても知られている。

## 歴史
- 1769年、スペイン人の宣教師が現サンフランシスコ市に入植。
- 1775年、スペイン人の探検家がサンフランシスコ湾のアルカトラズ島を発見。
- 1846年、ジョン・フェリモント船長がゴールデンゲート海峡を命名。
- 1848年、サクラメント (サンフランシスコ湾の北東) で金鉱が発見される。ゴールドラッシュの始まり。
- 1850年、カリフォルニア州がアメリカ合衆国の31番目の州になる。
- 1906年、サンフランシスコ地震。
- 1937年5月27日、ゴールデンゲートブリッジが開通。
- 1945年、サンフランシスコ市でサンフランシスコ会議が開かれる。
- 1989年10月17日、ロマ・プリータ地震。サンフランシスコ・オークランド・ベイブリッジの一部が崩壊。

## 地理・生態系
サンフランシスコ・ベイエリアはサンアンドレアス断層の両側を跨ぐため、両側の岩盤の種類が全く異なる。一帯には混合林の常緑樹林、セコイア、ベイマツ、ビショップマツ、オークなどの森林、サバナ、海岸の低木林、シャパラル、海岸砂丘、汀線、タイドプール、コンブ目とアマモの藻場、草原、湿地など多様な生態系がある。ピューマ、テュールワピチ、カリフォルニアアシカ、ゾウアザラシ、カリフォルニアアカアシガエルなどの動物およびアラナミキンクロ、ヒメハジロ、スズガモなどの渉禽類が生息している。
エリア内の13カ所の保護地域は1988年に「ゴールデンゲート生物圏保護区」としてユネスコの生物圏保護区に指定された。指定範囲は北側がボデガ海洋保護区、南側がジャスパー・リッジ生物保護区まで広がり、一帯の海域に浮かぶファラロン諸島、エンジェル島、アルカトラズ島も含まれる。サンフランシスコ湾・ゴールデンゲート海峡一帯と北西部の太平洋沿岸のボリナス・ラグーン、トマレス湾はラムサール条約登録地でもある。

## 地域

### ノースベイ

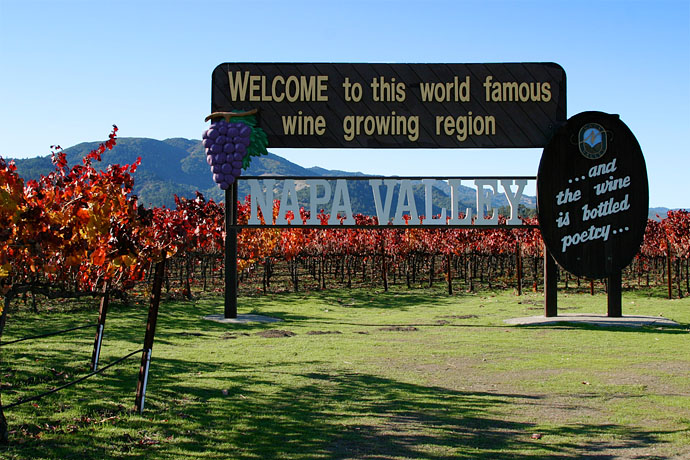
ナパバレーはワインでたいへん有名である。

ゴールデンゲートブリッジの北部地域がノースベイと地元で知られている。この地域はマリン郡から成りソノマ郡及びナパ郡の北方へソラノ郡の東方へ広がっている。いくつかを除き、この地域はマリン郡が合衆国内で裕福な一覧に掲載されるほど、裕福である。ノースベイは一般的に多くが未開発の公園並びに農場として、最小の都市化がなされているベイエリアの一部である。
自然の多い観光地。サウサリート市など。

### サンフランシスコ
サンフランシスコ湾の北西側に位置する。

### イーストベイ
アラメダ郡及びコントラコスタ郡から成る、湾の東部はイーストベイと地元で知られている。イーストベイは湾の海岸線に位置するインナー・イーストベイ、そして丘並びに山によってインナー・イーストベイから隔てられている内陸渓谷から成るアウター・イーストベイの2つの地域に分割している。

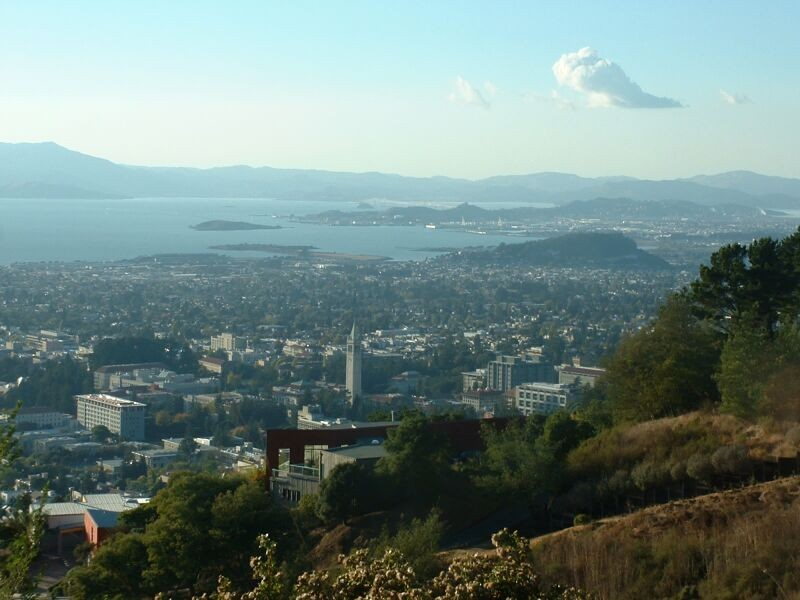
Claremont Canyon Regional Preserveからすぐのバークレー。写真中央の高い塔はカリフォルニア大学バークレー校である。

- インナー・イーストベイはオークランド、ヘイワード、フリーモント、ユニオンシティ、バークレー、そしてリッチモンド、同じく多くの小さな郊外としてエメリービル、サンレアンドロ、El Sobrante、ピノール、Piedmont、そしてエルサリートなどが含まれる。
- アウター・イーストベイはオリンダ、ウォールナットクリーク、コンコード、マーティネズ、ピッツバーグ、アンティオック、プレザントヒル、北部のラファイエット（コントラコスタ郡中央部も関連する）、南部のダブリン、プレザントン、リバモア、ダンビル、サンラモン（Livermore-Amador Valley またはトライ・バレーと呼ばれることもある）、そして同じくアラモのような他の町から成っている。

### ペニンスラ（サンフランシスコ半島）
サンフランシスコ湾の西側のサンフランシスコ半島は地元で英語・日本語共にペニンスラ（the Peninsula）として知られている。北端にはサンフランシスコ市が位置するが、ペニンスラにサンフランシスコは含まれず、サンフランシスコは単純に「the City」と呼ばれることが多い。英単語のペニンスラは半島を意味するラテン語を語源としている。文脈が地元の話題であったり、サンフランシスコ・ベイエリアだと明確な場合、ペンニンスラは固有名詞として、湾西岸のサンフランシスコ半島を指す。この地域は、ウエストベイとは呼ばれない。サンタクララ郡の北西部分とサンマテオ郡からなる。

### サウスベイ

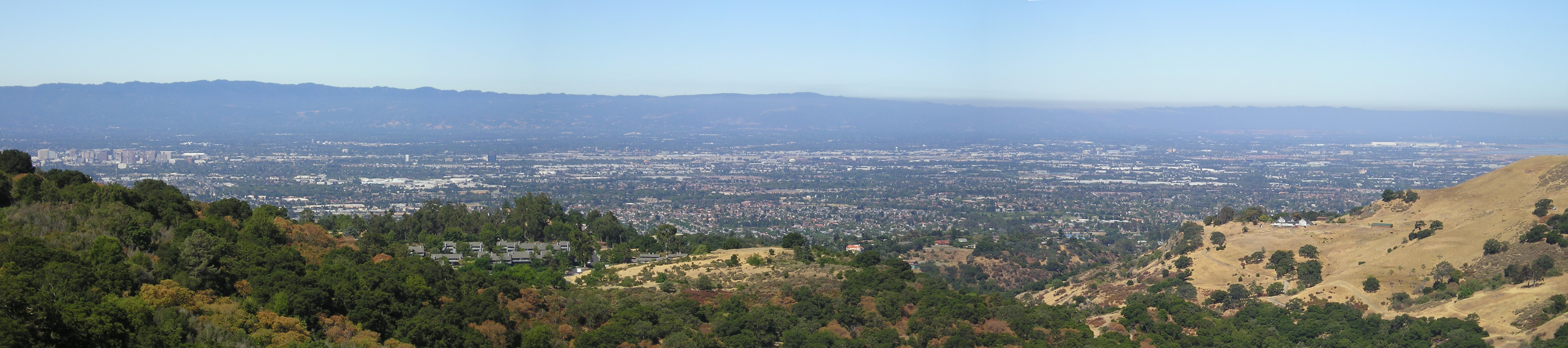
サンノゼ市北部（ダウンタンは左側。）及びシリコンバレーの一部。

サンフランシスコ湾の南側に位置する。「シリコンバレー」や「サンタクララバレー」の方が一般的である。主要都市のサンノゼが在り、それを取り巻くハイテク産業で有名なマウンテンビュー、サンタクララ、パロアルト、サニーヴェイルやロスガトス、ロスアルトス、サラトガなどが位置する。サンタクララ郡など。

## 対岸関係
- サンフランシスコ市の北の対岸は、ノースベイのサウサリート市で、サンフランシスコ市とはゴールデンゲートブリッジで結ばれている。
- サンフランシスコ市の東の対岸は、バークレー市、ウォルナットクリーク市、オークランド市などで、サンフランシスコ市とベイブリッジで結ばれている。
- サンフランシスコ市の南側は、半島の大地でサンマテオ郡が広がる。
- サンフランシスコ市の西は太平洋で、地図上では日本の福島県相馬市が対岸となる（サンフランシスコ市、北緯37度76分）。サンフランシスコ湾の南端付近にはパロアルト市やサンノゼ市などがあり、サンフランシスコ湾の北端付近にはサウサリート市やティブロン、リッチモンド市などが位置する。

## スポーツ
| チーム                                 | スポーツ         | リーグ                                         | 競技場                                         |
| -------------------------------------- | ---------------- | ---------------------------------------------- | ---------------------------------------------- |
| サンフランシスコ・フォーティナイナーズ | フットボール     | National Football League                       | リーバイス・スタジアム                         |
| サンフランシスコ・ジャイアンツ         | 野球             | ナショナルリーグ（メジャーリーグベースボール） | オラクル・パーク                               |
| オークランド・アスレチックス           | 野球             | アメリカンリーグ（メジャーリーグベースボール） | オークランド・アラメダ・カウンティ・コロシアム |
| ゴールデンステート・ウォリアーズ       | バスケットボール | National Basketball Association                | チェイス・センター                             |
| サンノゼ・シャークス                   | アイスホッケー   | National Hockey League                         | HP Pavilion                                    |
| サンノゼ・アースクエイクス             | サッカー         | メジャーリーグサッカー                         | アースクエイクス・スタジアム                   |
| カリフォルニア・ビクトリー             | サッカー         | USL First Division                             | Kezar Stadium                                  |
| San Jose SaberCats                     | フットボール     | アリーナフットボールリーグ                     | HP Pavilion                                    |
| サンノゼ ・ステルス                    | ラクロス         | National Lacrosse League                       | HP Pavilion                                    |
| サンフランシスコ・ドラゴンズ           | ラクロス         | Major League Lacrosse                          | Kezar Stadium                                  |
| サンノゼ・ジャイアンツ                 | 野球             | カリフォルニアリーグ（マイナーリーグ（野球）） | San Jose Municipal Stadium                     |
| Tri Valley Titans                      | バスケットボール | International Basketball League (2005-)        | Newark Memorial High School                    |
| Oakland Slammers                       | バスケットボール | International Basketball League (2005-)        | Merritt College                                |

## 地域内の郡、都市及び郊外

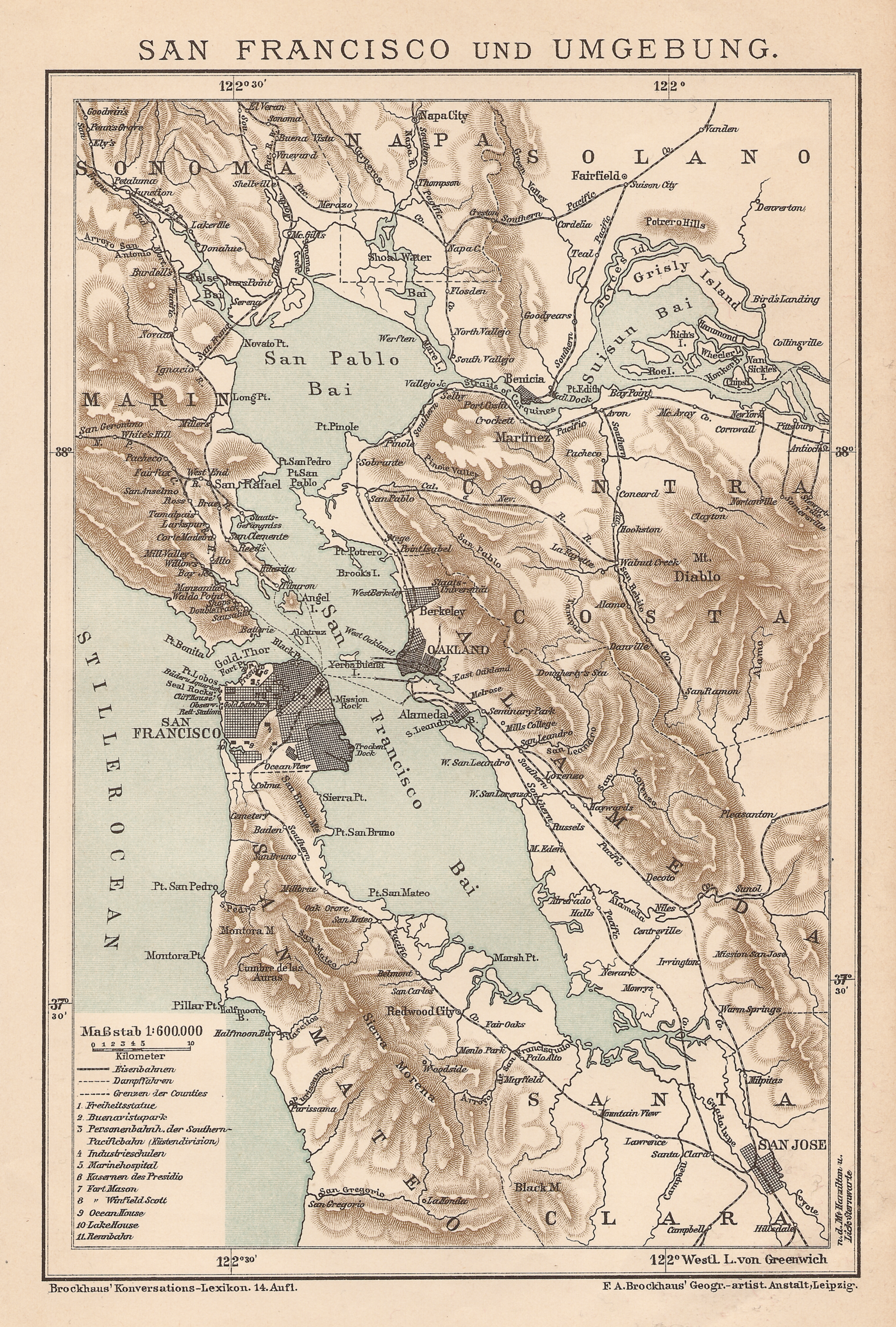
20世紀初頭のドイツ製地図。

以下の一覧はベイエリアの10郡を基本としている。ボールド体の都市は郡庁所在地である。

### 郡
- アラメダ郡
- コントラコスタ郡
- サンタクララ郡
- サンフランシスコ郡
- サンマテオ郡
- ソノマ郡
- ソラノ郡
- ナパ郡
- マリン郡

### 人口20万人以上
- サンノゼ　953,679人
- サンフランシスコ　799,263人
- オークランド　412,318人
- フリーモント　210,158人

### 人口10万人以上
| - アンティオック - コンコード - サニーベール - サンタクララ - サンタローザ - サンマテオ - デイリーシティ | - バークレー - バカビル - ヴァレーホ - フェアフィールド - ヘイワード - リッチモンド |

### 人口1万人以上
| - アッシュランド - アメリカンキャニオン - アラメダ - アラモ - イーストパロアルト - ウィンザー - ウォルナットクリーク - エルサリート - エルソブランテ - エミリービル - オークレー - オルバニー - オリンダ - カストロバリー - キャピトラ - キャンベル - ギルロイ - クパチーノ - クレイトン - サウスサンフランシスコ - サスーンシティ - サンアンセルモ - サンカルロス - サンタクルーズ - サンパブロ - サンブルーノ - サンラファエル （マリン郡） | - サンラモン - サンレアンドロ - サンロレンゾ - サラトガ - スコッツバレー - スタンフォード - ダブリン - タマルパイス・ホームステッドバレー - ダンビル - チェリーランド - ディクソン - ナパ - ニューアーク - ノバト - ハーキュリーズ - ハーフムーンベイ - バーリンゲーム - パシフィカ - パロアルト - ピードモント - ヒールズバーグ - ピッツバーグ - ピノール - ヒルズボロ - フォスターシティ - ブラックホーク・カミノタサハラ | - プレザントヒル - プレザントン - ブレントウード - ベイポイント - ペタルーマ - ベニーシャ - ベルモント - マーティネズ - マウンテンビュー - ミルバレー - ミルピタス - ミルブレー - メンローパーク - モーガンヒル - モラガ - ユニオンシティ - ラークスパー - ライブオーク - ラファイエット - レッドウッドシティ - リバモア - ロナートパーク - ロスアルトス - ロスガトス - ワトソンビル |

### 人口1万人以下
- アサートン
- カリストガ
- ティブロン

## ベイエリア周辺の観光地
- ゴールデン・ゲート国立保養地
- ヨセミテ国立公園
- モントレー
- カーメル・バイ・ザ・シー
- レイク・タホ

## 大学
公立：
- カリフォルニア大学バークレー校
- カリフォルニア大学サンフランシスコ校

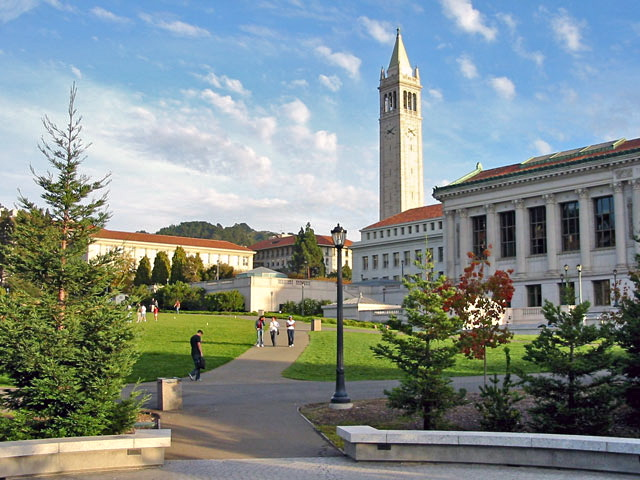
カリフォルニア大学バークレー校

- カリフォルニア州立大学イーストベイ校 (旧称 Hayward)
- Hastings College of the Law
- サンフランシスコ州立大学
- サンノゼ州立大学
- ソノマ州立大学

私立：
- Menlo College
- Graduate Theological Union
- カリフォルニア美術大学 (CCA)
- ゴールデンゲート大学
- Holy Names College
- ミルズ大学
- New College of California
- Notre Dame de Namur University
- Saint Mary's College of California
- San Francisco Art Institute
- San Francisco Conservatory of Music
- サンタクララ大学
- スタンフォード大学
- サンフランシスコ大学

## 交通

### 空港
ベイエリアには、3つの国際空港がある。
サンフランシスコ国際空港 (SFO)
サンフランシスコ湾の西岸にあり、この地域の中では最大であり一番古く西海岸では2番目に大きな国際空港である。ロサンゼルスのLAXに次ぐカリフォルニア州の主要な国際線ハブ空港である。ユナイテッド航空とヴァージン・アメリカのハブである。アジア・オセアニア・中央アメリカ・ヨーロッパとの大陸間無寄航定期便が就航する。
オークランド国際空港 (OAK)
東岸にある、地域の中で2番目に大きな空港でありサウスウエスト航空のハブ空港となっている。国際線はメキシコとしか結ばれていない。
ノーマン・Y・ミネタ・サンノゼ国際空港 (SJC)
湾から15キロほど離れたサウスベイにある、主要な空港の中では一番小さい空港である。2013年より日本との国際路線が就航している。

### 公共交通機関

#### 鉄道路線
バート (Bay Area Rapid Transit 略 BART)
地下鉄/コミューター鉄道であるバートはサンフランシスコ、オークランド、バークレー、フリーモント、及びウォールナットクリーク (Walnut Creek) 含む、ベイエリアの一部をサービスしている。 サンフランシスコ国際空港に直接乗り入れている。
カルトレイン (Caltrain)
コミューター鉄道であるカルトレインはサンノゼ及びサンフランシスコのペニンシラ地域とを結んでいて、ミルブレー駅で BART システムと接続している。
アムトラック (Amtrak)
ベイエリア地域にサンノゼ・ディリドン駅、エメリービル駅、オークランド・ジャク・ロンドンスクエア駅等のいくつかのアムトラック駅があり、中距離のキャピトル・コリドーとサン・ホアキン、長距離のカリフォルニア・ゼファー、コースト・スターライトが運行されている。
サンフランシスコ市営鉄道 (San Francisco Municipal Railway 略 Muni)
サンフランシスコ市内地下鉄、ライトレール等。
アルタモント通勤急行 (Altamont Commuter Express 略 ACE)
サンノゼとストックトンの間を結ぶコミューター鉄道。
サンタクララバレー交通局 (Santa Clara Valley Transportation Authority 略 VTA)
サンタクララ郡にあるライトレールで、カルトレイン、アムトラック、ACE と接続している。
ソノマ・マリンエリア鉄道
ソノマ郡とマリン郡にある単線非電化のコミューター鉄道。

#### バス
- サンフランシスコ市営鉄道 (San Francisco Municipal Railway 略 Muni)
- サンタクララバレー交通局 (Santa Clara Valley Transportation Authority 略 VTA)
- Golden Gate Transit
- AC Transit
- SamTrans
- County Connection

### 船舶
- レッド・アンド・ホワイト・フリート

### ベイエリアの環状交通
ベイエリアには、単独で一周できる環状交通が存在しない。計画当初のBARTはベイエリアを一周するはずであったが、サンマテオ郡とサンタクララ郡の有権者が強く反対したので、実現しなかった。
カルトレインがサンフランシスコからペンニンスラを通りギルロイまで、サンフランシスコ湾西岸を半周する。
高速道路では乗り換えれば、橋や湾岸路線を経由し、サンフランシスコ湾を任意の大きさで周回出来る。
ペニンスラを南北に貫く合衆国有番号道路101号線（US101）は有名。
途中ゴールデンゲートブリッジを経由する。